# ارنست آلبرشت
ارنست آلبرشت (انگلیسی: Ernst Albrecht; ۲۹ ژوئن ۱۹۳۰ – ۱۳ دسامبر ۲۰۱۴) سیاست‌مدار و اقتصاددان اهل آلمان بود.